# Franz Xaver Gruber
Franz Xaver Gruber (Hochburg-Ach, 25 de novembro de 1787 - Hallein, 7 de junho 1863) foi um professor de escola primária e organista de igreja austríaco da vila de Arnsdorf, que é mais conhecido por compor a música para Stille Nacht (Noite Feliz).

## Biografia
Gruber nasceu em 25 de novembro de 1787, na aldeia de Hochburg, na Alta Áustria, filho dos tecelões de linho Josef e Maria Gruber. Seu nome dado foi gravado no registro de batismo como "Conrad Xavier", mas foi mais tarde alterado para "Franz Xaver". A professora de Hochburger, Andreas Peterlechner, deu-lhe aulas de música.
Gruber trabalhou como tecelão até os 18 anos e então estudou para se tornar professor. Ele completou a sua educação musical e estudou com o organista da igreja de Burghausen, Georg Hartdobler. Em 1807, Gruber tornou-se professor em Arnsdorf. Ele também se tornou o zelador e organista da igreja. Em 1808, ele se casou com uma viúva, Maria Elisabeth Fischinger Engelsberger. Eles tiveram dois filhos, os quais ambos morreram jovens. Após a morte de sua primeira esposa, em 1825, Gruber se casou com uma ex-aluna, Maria Breitfuss. Eles tiveram dez filhos, quatro dos quais sobreviveram até a idade adulta. Em 1829 mudou-se para Berndorf e em anos posteriores para Hallein, em Salzburgo, onde foi nomeado diretor do coro, cantor e organista.
Maria Gruber morreu durante um parto em 1841. No ano seguinte, ele se casou com Katherine Wimmer.